# Subway to Sally
Subway to Sally is een Duitse rockband opgericht in 1990 in Potsdam.
De band begon als folkband, maar later kwam er steeds meer invloed van metal. In de beginjaren waren de meeste liederen in het Engels, ondertussen zijn de meeste in het Duits.
De twee oprichters van de band, Michael Simon (Simon) en Michael Boden (Bodenski), kenden elkaar al van de schooltijd. Ze speelden samen in een bandje. Nadat Bodenski zijn dienstplicht had voldaan wilden ze het schoolbandje weer doorstarten. Echter, de andere leden van het bandje hadden daar geen zin in. Toen hebben Simon en Bedenski nieuwe leden gezocht en een band opgericht, Bodenski Beat.
Naast Bodenski Beat begonnen ze een nieuw project, Subway to Sally. Hierin konden ze met extra folk-muzikanten dingen uitproberen. Met deze bezetting namen ze een cd op, Album 1994.
Na deze cd waren er wat personele wisselingen. Zo kwam Eric Hecht (Eric Fish), eerst als doedelzakspeler, later als zanger bij de groep. De ontwikkeling van de groep is sinds hun 2e album enorm. Na MCMXCV worden de liederen uitsluiten in het Duits geschreven en gezongen.
Met het album Engelkrieger uit 2003 kwam ook de elektronische instrumenten in de band.
Met het album Nord Nord Ost brak de band door. Zo haalde het album een 5e plaats in de Media Control Album Charts.
In 2006 namen ze een live-dvd op van hun akoestische toer.
Het studioalbum van 2007 werd door het muziektijdschrift Metal Hammer tot album van de maand november gekozen.
In 2008 doen ze mee aan de voorrondes voor het Eurovisiesongfestival.

## Bandleden
- Eric Fish (Eric Hecht): Zang, Doedelzak, schalmei, Tin Whistle
- Bodenski (Michael Boden) : Gitaar, Zang en Draailier
- Simon (Simon Levko): Akoestisch gitaar, zang en overige elektronica
- Ingo Hampf: Gitaar, Luit en Mandoline
- Frau Schmitt (Silke Volland): Viool
- Sugar Ray (Silvio Runge) : Basgitaar
- Simon Michael (Simon Michael Schmitt): Percussie en drum

## Discografie
- 1994: Album 1994
- 1995: MCMXCV
- 1996: Foppt den Dämon!
- 1997: Bannkreis
- 1999: Hochzeit
- 2000: Schrei! (Live-CD)
- 2001: Herzblut
- 2003: Engelskrieger
- 2005: Nord Nord Ost
- 2006: Nackt (Live-CD van de akoestische toer)
- 2007: Bastard
- 2008: Schlachthof (Live-CD)
- 2009: Kreuzfeuer